# Iso Oravijärvi
Iso Oravijärvi är en sjö i kommunen Sotkamo i landskapet Kajanaland i Finland. Arean är 35 hektar och strandlinjen är 4,32 kilometer lång. Sjön  ingår i Vuoksens huvudavrinningsområde.   Den ligger omkring 76 kilometer sydöst om Kajana och omkring 460 kilometer nordöst om Helsingfors. 
Iso Oravijärvi ligger i Hiidenportti nationalpark. 